# Pegomya utahensis
Pegomya utahensis este o specie de muște din genul Pegomya, familia Anthomyiidae, descrisă de Griffiths în anul 1982.
Este endemică în Utah. Conform Catalogue of Life specia Pegomya utahensis nu are subspecii cunoscute.